# Crack-Up (album)
Albums de Fleet Foxes
Helplessness Blues
(2011)
Crack-Up est le troisième album studio du groupe américain Fleet Foxes, sorti le 16 juin 2017.

## Genèse de l'album
Le nouvel opus du groupe fait suite à une longue éclipse de six ans du groupe. Dans cet intervalle, le batteur, Josh Tillman a quitté la formation pour se lancer dans une carrière solo sous le nom de Father John Misty, ce qui a failli avoir raison du groupe. Parallèlement, Robin Pecknold a songé à arrêter la musique et est parti étudier à l'université Columbia. 

## Réception
L'album fait l'objet de critiques majoritairement positives. Ainsi, Pitchfork, qui y voit leur "album le plus complexe et le plus irrésistible", leur accorde la note de 8,7 sur 10. 

## Liste des chansons
Toutes les chansons ont été écrites par Robin Pecknold, sauf le quartet de violons sur "I Am All That I Need / Arroyo Seco / Thumbprint Scar" et "I Should See Memphis", écrit par Gabriel Gall.
| Crack-Up | Crack-Up                                             | Crack-Up | Crack-Up | Crack-Up | Crack-Up | Crack-Up | Crack-Up | Crack-Up | Crack-Up |
| No       | Titre                                                | Durée    |          |          |          |          |          |          |          |
| -------- | ---------------------------------------------------- | -------- | -------- | -------- | -------- | -------- | -------- | -------- | -------- |
| 1.       | I Am All That I Need / Arroyo Seco / Thumbprint Scar | 6:25     |          |          |          |          |          |          |          |
| 2.       | Cassius, –                                           | 4:50     |          |          |          |          |          |          |          |
| 3.       | – Naiads, Cassadies                                  | 3:11     |          |          |          |          |          |          |          |
| 4.       | Kept Woman                                           | 3:55     |          |          |          |          |          |          |          |
| 5.       | Third of May / Ōdaigahara                            | 8:48     |          |          |          |          |          |          |          |
| 6.       | If You Need to, Keep Time on Me                      | 3:31     |          |          |          |          |          |          |          |
| 7.       | Mearcstapa                                           | 4:10     |          |          |          |          |          |          |          |
| 8.       | On Another Ocean (January / June)                    | 4:23     |          |          |          |          |          |          |          |
| 9.       | Fool's Errand                                        | 4:48     |          |          |          |          |          |          |          |
| 10.      | I Should See Memphis                                 | 4:44     |          |          |          |          |          |          |          |
| 11.      | Crack-Up                                             | 6:24     |          |          |          |          |          |          |          |
| 55:09    |                                                      |          |          |          |          |          |          |          |          |